# Floresta (ort i Brasilien, Pernambuco, Floresta)
Floresta är en ort i Brasilien.   Den ligger i kommunen Floresta och delstaten Pernambuco, i den östra delen av landet, 1 300 km nordost om huvudstaden Brasília. Floresta ligger 321 meter över havet och antalet invånare är 18 100.
Terrängen runt Floresta är platt. Det finns inga andra samhällen i närheten.
Omgivningarna runt Floresta är i huvudsak ett öppet busklandskap. Runt Floresta är det glesbefolkat, med 12 invånare per kvadratkilometer.